# Parantica garamantis
Parantica garamantis är en fjärilsart som beskrevs av Frederick DuCane Godman och Osbert Salvin 1888. Parantica garamantis ingår i släktet Parantica och familjen praktfjärilar. IUCN kategoriserar arten globalt som sårbar. Inga underarter finns listade i Catalogue of Life.